# Andrew Anderson (calciatore)
Andrew Anderson (Airdrie, 21 febbraio 1909 – 18 agosto 1991) è stato un calciatore scozzese, di ruolo difensore.

## Carriera

### Club
Ha giocato per dieci stagioni nella prima divisione scozzese con gli Hearts, per complessive 314 presenze e 4 reti in incontri di campionato.

### Nazionale
Debutta il primo aprile 1933 contro l'Inghilterra (2-1). Il 4 ottobre 1933 gioca la sua prima partita internazionale da capitano contro il Galles (3-2), alla sua terza sfida con la Nazionale scozzese. Totalizza 23 incontri in sei anni di Nazionale, di cui 4 da capitano.